# Peter Tosič
Peter Tosič (7 gennaio 1969) è un ex calciatore sloveno, di ruolo centrocampista.